# Consistórios de Paulo IV
O Papa Paulo IV (1555-1559) criou 19 cardeais em quatro consistórios

## 7 de junho de 1555
1. Carlo Carafa

## 20 de dezembro de 1555
1. Juan Martínez Silíceo
2. Gianbernardino Scotti
3. Diomede Carafa
4. Scipione Rebiba
5. Jean Suau
6. Johann Gropper
7. Gianantonio Capizucchi

## 15 de março de 1557
1. Taddeo Gaddi
2. Antonio Trivulzio, Jr
3. Lorenzo Strozzi
4. Virgilio Rosario
5. Jean Bertrand
6. Michele Ghislieri, O.P. (Futuro Papa Pio V)
7. Clemente d'Olera
8. Alfonso Carafa
9. Vitellozzo Vitelli
10. Giovanni Battista Consiglieri

## 14 de junho de 1557
1. William Petow, O.F.M.